# Wittichenau
Wittichenau (szorb nyelven Kulow) város Németországban, azon belül Szászország tartományban. Lakosainak száma 5648 fő (2023. december 31.). Wittichenau Hoyerswerda, Lohsa, Königswartha, Ralbitz-Rosenthal, Oßling és Bernsdorf községekkel határos.

## Népesség
A település népességének változása:
| Lakosok száma | 5943 | 5741 | 5715 | 5699 | 5686 | 5648 |
|               | 2010 | 2017 | 2019 | 2021 | 2022 | 2023 |